# Waldschänke Hellerau

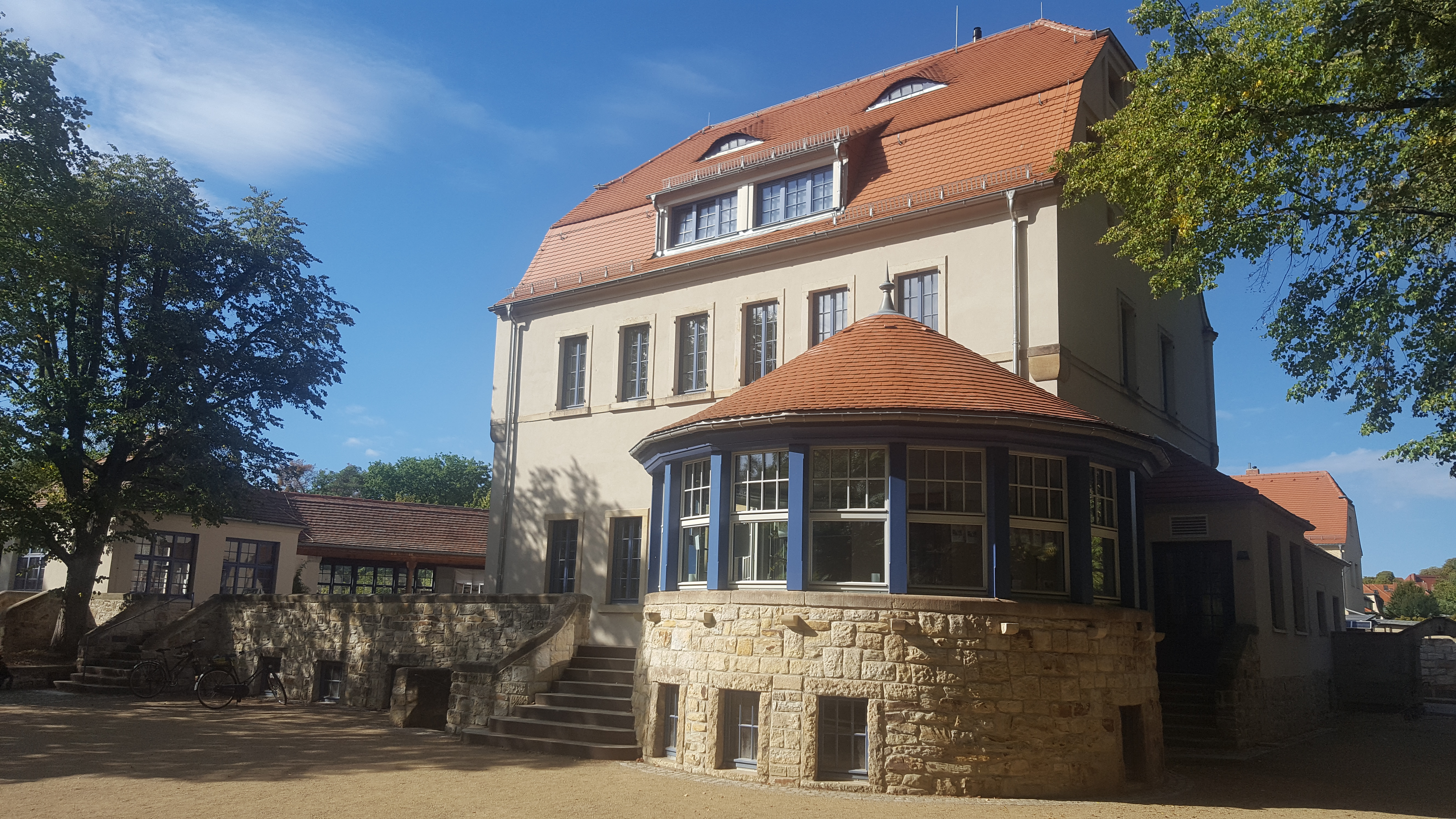
Waldschänke Hellerau

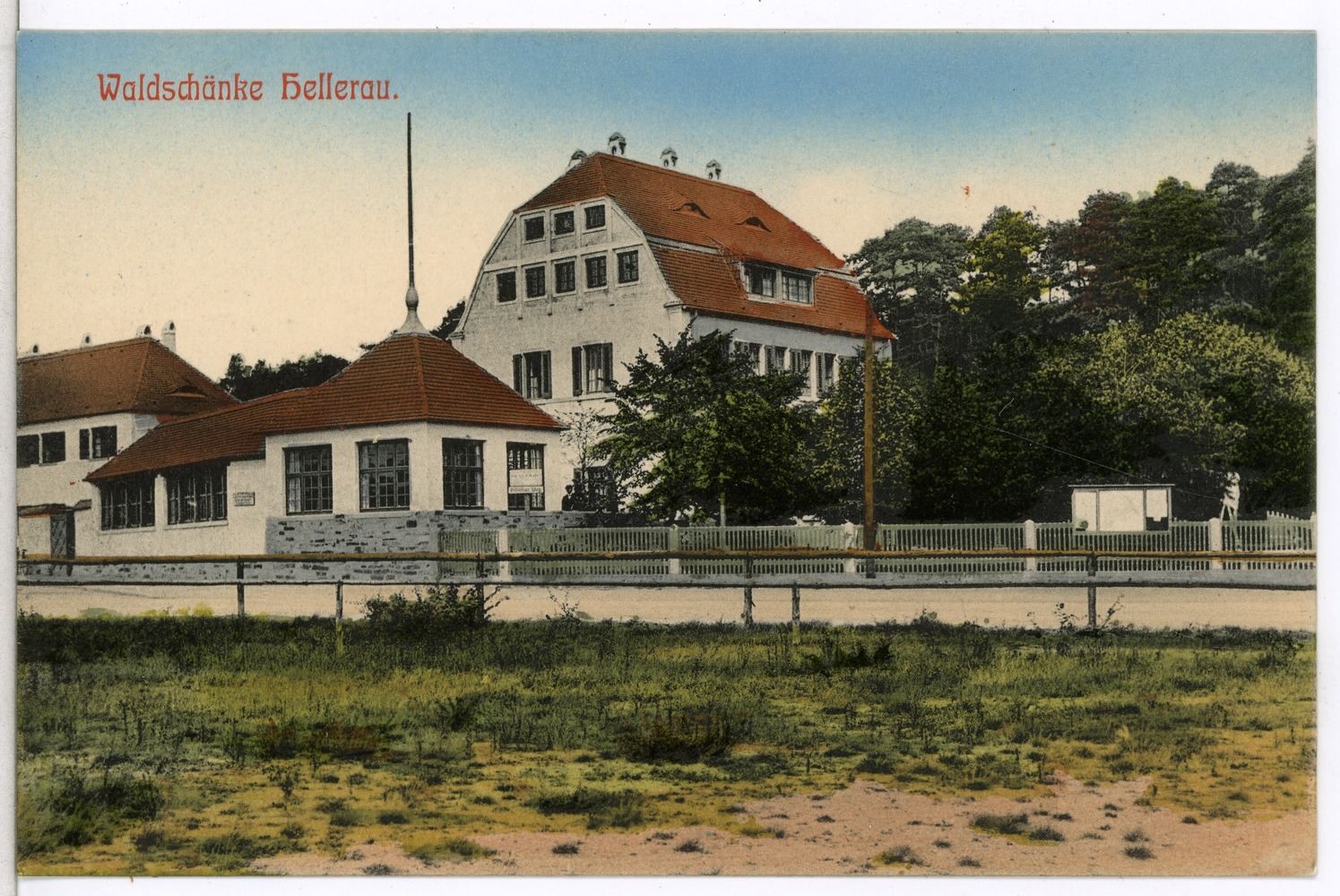
Ansicht 1911

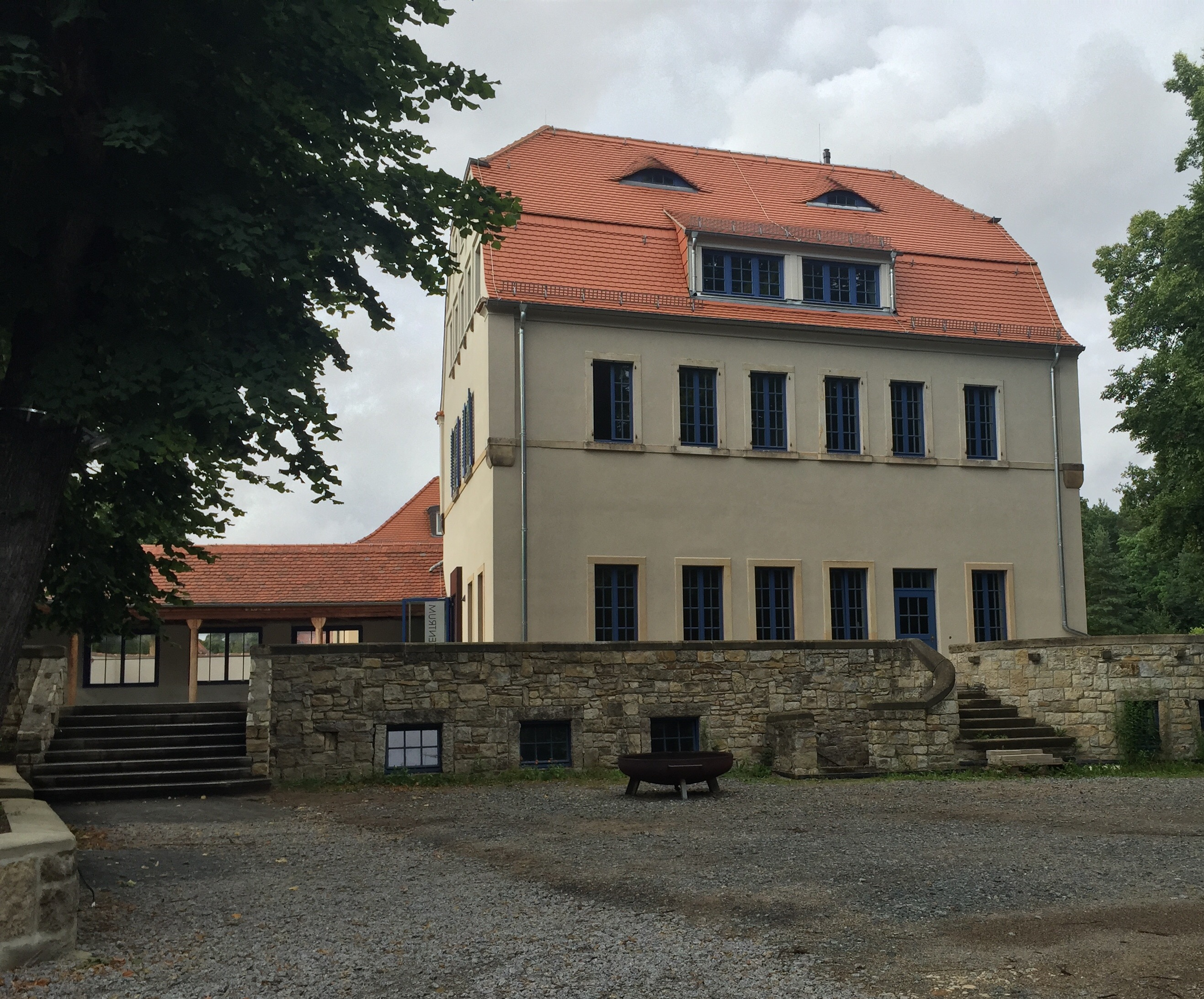
Zustand 2015

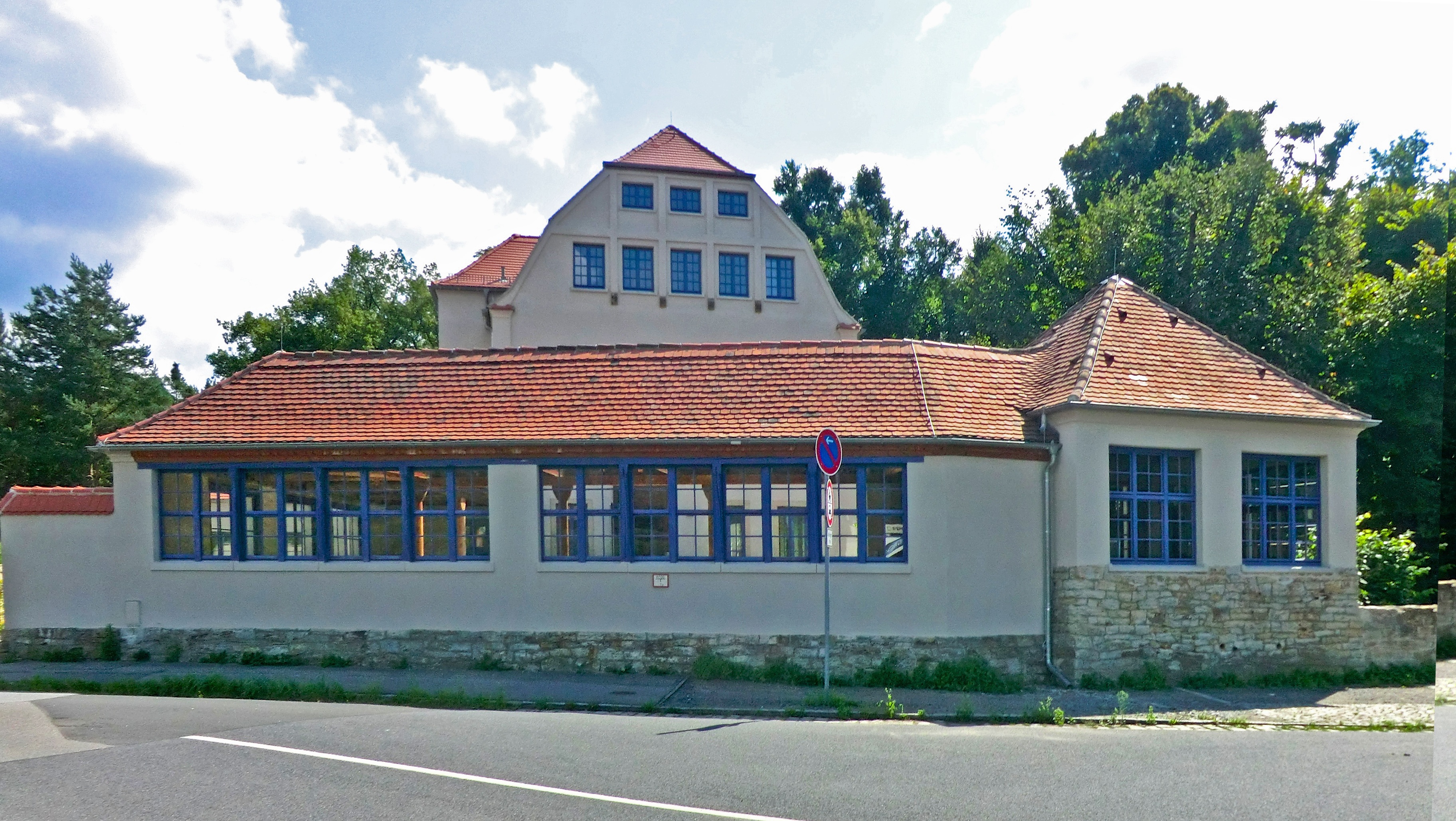
Laubengang am Hof

Die Waldschänke Hellerau ist ein denkmalgeschütztes, ehemaliges Gaststättengebäude  auf dem Grundstück Am Grünen Zipfel 2 in Hellerau und wird als Veranstaltungsraum und Bürgerzentrum genutzt.

## Geschichte und Architektur
Das Gebäude der Waldschänke in Hellerau wurde um 1880 erbaut und war bereits vor der Gründung der Gartenstadt ein beliebtes Ausflugslokal am Pillnitz-Moritzburger Weg. Karl Schmidt einigte sich hier mit den Bürgermeistern der Nachbargemeinden Rähnitz und Klotzsche über die Gründung von Hellerau im Jahr 1909. Das Grundstück wurde 1906 von Karl Schmidt gekauft. Im Jahr 1910 wurde das Gebäude nach Entwurf von Richard Riemerschmid in die heutige Form gebracht, durch Anbauten und einen hofumspannenden überdachten Umgang erweitert und stilistisch den benachbarten Gebäuden angepasst. Später hatte die Waldschänke bedeutende Gäste, unter anderem Oskar Kokoschka, Gerhart Hauptmann und Franz Kafka, der in seinem Tagebuch notierte:

„Hellerau. […] Waldschenke, Vorlesung von ‚Narciß‘ im Garten von [Paul] Adler, Besichtigung des Dalcrozehauses, Abend in der Waldschenke […]. Mißlungenes: […] falsche Elektrische nach Hellerau, kein Zimmer in der Waldschenke; vergessen, daß ich mich von E. dort antelephonieren lassen will, daher Umkehr; […] Dalcroze in Genf; nächsten Morgen zu spät in die Waldschenke gekommen.“

Die Küche der Gaststätte war in ihrem Angebot mit Reformkost dem Umfeld angepasst.
Bis in die spätere Zeit der DDR hinein wurde die Waldschänke als Gaststätte genutzt. Danach wurden die Obergeschosse zu Wohnungen umgebaut und in das Erdgeschoss zog eine Ausbildungsstätte der Deutschen Werkstätten Hellerau ein. Auf Grund mangelnder Pflege verfiel das Bauwerk und war zu Beginn der 1990er Jahre ungenutzt und von Schwamm befallen, so dass der endgültige Verlust drohte.
Nach mehreren gescheiterten Versuchen zur Neubelebung der Gastwirtschaft wurde das Bauwerk bis 2013 saniert und wird seitdem vom Verein Bürgerzentrum Hellerau e. V. genutzt.
Das Bauwerk ist ein zweigeschossiger, einzeln stehender Putzbau mit Sockelgeschoss aus Sandsteinrustika am Moritzburger Weg in der Nachbarschaft der Deutschen Werkstätten Hellerau. Es ist mit einem zweigeschossig ausgebauten Krüppelwalmdach mit Mansarde und Fledermausgauben gedeckt. Das Bauwerk erhielt durch Riemerschmid einen halbrunde Veranda über einem Sandsteinfundament und einen Laubengang um den Hof.